# 원시 소년 팽본!
《원시 소년 팽본!》(Fangbone!)은 캐나다의 텔레비전 애니메이션이다. 2014년에 첫 방송을 하였다.